# Ха-Арава-ха-Тихона
Ха-Арава-ха-Тихона (ивр. הערבה התיכונה‎) — региональный совет на юге Израиля, располагающийся в Южном Негеве. Административно региональный совет относится к Южному округу Израиля.

## История
В 1976 году региональный совет получил статус регионального совета. Региональный совет «Ха-Арава-ха-Тихона» поддерживает отношения с австралийскими евреями через совместное партнерство с Еврейским агентством.

## Население
По статистическим данным Центрального статистического бюро Израиля население регионального совета на 2024 год составляет 4 073 человек.

## География
Ха-Арава-ха-Тихона является частью Сирийско-Африканского разлома и большая её часть находится ниже уровня моря. Среднегодовое количество осадков 30 мм. Летом температура поднимается выше 40 градусов каждый день при очень низкой влажности. Район не подключен к национальной водопроводной сети. Имеются местные скважины, обеспечивающие все потребление.

## Состав
Региональный совет «Ха-Арава-ха-Тихона» занимает площадь 1,512 тысяч дунамов.
В состав совета входят 8 населенных пунктов:
Мошавы
- Хацева[ивр.]
- Идан[ивр.]
- Эйн-Яхав
- Паран[ивр.]
- Цофар[ивр.]

Общинные поселения
- Сапир[ивр.]
- Цуким[ивр.]
- Ир-Овот[ивр.]

## Список глав совета
- Ами Шахам (1976—1978)[2]
- Хилик (Эйзенбаум) Тева (1978—1983)
- Илан Орен (1992—1994)
- Шай Бен-Элиягу (1992—2001)
- Лилах Морган (2001—2007)
- Эзра Рабинс (2007—2012)[3]
- Эяль Блум (2013—2021)
- Меир Цур (2021 — настоящее время)[4]